# Пушкарное (Харьковская область)
Пушкарное (укр. Пушкарне) — село, Лебяжский сельский совет, Чугуевский район, Харьковская область.
Код КОАТУУ — 6325484503. Население по переписи 2001 года составляет 63 (26/37 м/ж) человека.

## Географическое положение
Село Пушкарное находится на расстоянии в 3 км от реки Северский Донец (левый берег).
На расстоянии в 2 км расположены сёла Лебяжье и Таганка, в 3-х км — село Коробочкино. По селу протекает пересыхающий ручей с запрудой.

## История
- 1795 — дата основания.
- В 1940 году, перед ВОВ, в селе Пушкарное, располагавшемся на правом, северо-восточном берегу притока Северского Донца, было 84 двора и две ветряные мельницы.[1]